# Шингареев, Тимур Дамирович
Тимур Дамирович Шингареев (род. 30 июля 1994) — российский хоккеист, нападающий.

## Биография
Воспитанник магнитогорского «Металлурга», в сезонах 2010/11 — 2012/13 играл за команду МХЛ «Стальные лисы». 13 августа 2013 года подписал двусторонний контракт с новокузнецким «Металлургом». Провёл три матча за клуб ВХЛ «Ариада» Волжск, и 16 сентября соглашение было расторгнуто. Завершал сезон в «Стальных лисах», также провёл четыре матча за «Южный Урал» в ВХЛ. 17 июня 2014 года был обменян в «Ижсталь». 15 мая 2015 вернулся в «Металлург» Магнитогорск. В сезоне 2015/16 играл за «Спутник» Нижний Тагил и «Южный Урал».
28 мая 2016 заключил пробный контракт с екатеринбургским «Автомобилистом», 8 августа подписал однолетнее двустороннее соглашение. 1 ноября, проведя 10 матчей в КХЛ, расторг контракт по соглашению сторон.
Играл в ВХЛ за «Спутник» и «Южный Урал» (2016/17), «Ермак» (2017/18), «Тамбов» (2018/19 — 2019/20), «Буран» (2020/21), «Зауралье» (2020/21 — 2021/22), «Сокол» Красноярск (2021/22). Сезон 2022/23 провёл в клубе «Хумо» Ташкент из чемпионата Казахстана. Следующий сезон начал в команде ВХЛ «Челны». Проведя 6 матчей, вернулся в чемпионат Казахстана. Сыграл 12 матчей за «Бейбарыс» и перешёл в «Сарыарку».
Победитель хоккейного турнира зимней Универсиады 2015 года.